# Hamlin (Maine)
Pour les articles homonymes, voir Hamlin.
Hamlin est une ville située dans l’État américain du Maine, dans le comté d’Aroostook. Selon le recensement de 2000, sa population est de 257 habitants.

## Histoire
Hamlin est l'une des localités organisatrices du Ve Congrès mondial acadien en 2014.

## Personnalités
- Charles Léon Cyr (1878-1920), fermier et homme politique, né à Hamlin.